# Paranthus niveus
Paranthus niveus is een zeeanemonensoort uit de familie Actinostolidae. De anemoon komt uit het geslacht Paranthus. Paranthus niveus werd in 1830 voor het eerst wetenschappelijk beschreven door Lesson. 